# Луксембург на Европском првенству у атлетици у дворани 1975.
Луксембург је учествовао на  6. Европском првенству у дворани 1975.  одржаном  8. и 9. марта у Спортско-забавној дворани Сподек у Катовицама, (Пољска). У другом учешћу на европским првенствима у дворани репрезентацију Луксембурга представљао је 1 атлетичар који се такмичио у трчању на 60 метара са препонама.
На овом првенству Луксембург није освојио ниједну медаљу а његов представник оборио је лични рекорд.
У табели успешности (према броју и пласману такмичара који су учествовали у финалним такмичењима (првих 8 такмичара)) од 24 земље учеснице Луксембург са још 5 земаља Аустрија, Бугарска, Данска,Норвешка, Турска и Шпанија, нису имали финалисте.

## Резултати

### Мушкарци
| Атлетичар | Дисциплина   | Лични рекорд | Квалификације | Квалификације  | Полуфинале | Полуфинале | Финале               | Финале   | Детаљи |
| Атлетичар | Дисциплина   | Лични рекорд | Резултат      | Место          | Резултат   | Место      | Резултат             | Место    | Детаљи |
| --------- | ------------ | ------------ | ------------- | -------------- | ---------- | ---------- | -------------------- | -------- | ------ |
| Ив Кирпаш | 60 м препоне |              | 8,06          | 3. у гр. 2 ЛРд | 8,26       | 6. у пф. 1 | Није се квалификовао | 12. / 23 | [ 1 ]  |

## Биланс медаља Луксембурга после 6. Европског првенства у дворани 1970—1975.
|     | Земља      |   |   |   |   | УП |
| 1—5 | 1970—1975. | 0 | 0 | 0 | 0 | 0  |
| 1—6 | Укупно     | 0 | 0 | 0 | 0 | 0  |
| --- | ---------- | - | - | - | - | -- |

|                                        | Атлетичар                              | Земља                                  |                                        |                                        |                                        |                                        |
| Није било вишеструких освајача медаља. | Није било вишеструких освајача медаља. | Није било вишеструких освајача медаља. | Није било вишеструких освајача медаља. | Није било вишеструких освајача медаља. | Није било вишеструких освајача медаља. | Није било вишеструких освајача медаља. |
| -------------------------------------- | -------------------------------------- | -------------------------------------- | -------------------------------------- | -------------------------------------- | -------------------------------------- | -------------------------------------- |